# Buch am Erlbach
Buch am Erlbach é um município da Alemanha, no distrito de Landshut, na região administrativa de Niederbayern , estado de Baviera.